# Despotat Morei
Despotat Morei – państwo greckie istniejące w latach 1308–1460 na terenie Peloponezu zwanego wówczas „Morea”.
W 1262 w wyniku wojny cesarstwa bizantyjskiego z księstwem Achai, Morea została włączona do Bizancjum. W 1308 gubernator Morei Michał Kantakuzen został przez cesarza mianowany dożywotnim despotą. W 1322, po śmierci despoty Andronika Asena cesarz nie nadał kolejnemu gubernatorowi tytułu despoty. W 1348 Jan VI Kantakuzen utworzył despotat Morei dla swojego młodszego syna Manuela, wprowadzając dziedziczne stanowisko despoty, podległego cesarzowi bizantyjskiemu. Stolicą despotatu zostało miasto Mistra, które szybko uzyskało rangę ważnego ośrodka kultury bizantyjskiej.
W 1383 władzę w państwie przejęli Paleologowie. Zwykle rządzili nią młodsi bracia panującego cesarza. Tytuł despoty Morei rezerwowano dla tego, który panował w stolicy. W 1460 Morea, jako ostatni fragment Cesarstwa Bizantyjskiego, znalazła się pod panowaniem Osmanów. Wówczas władzę stracili Tomasz Paleolog oraz Demetriusz II Paleolog.